# Tbilisi
Tbilisi (în georgiană თბილისი, transliterat: Tbilissi; cunoscut până în 1936 ca Tpilissi (ტფილისი) sau Tiflis) este capitala Georgiei. Este cel mai mare oraș al țării, cu o populație de 1.345.000 de locuitori și o suprafață de 350 km².

## Geografie
Orașul este situat în partea de est a Georgiei, de-a lungul râului Kura.

## Etimologie
Numele georgian Tbilisi înseamnă „izvor cald”, de la თბილი tbili, în română „cald”. Pe versanții de nord-est ai Mtabori sunt izvoare cu sulf carbogazos, până la 46,5°C, apă care a fost folosită în băi de secole.

## Pronunțare
Georgienii pronunță cuvântul Tbilisi cu un t aproape mut - deci, pronunțarea lor sună similar cu Bil-i-si, cu accentul pe a doua silabă. Mulți români pronunță cuvântul Tâbilisi sau chiar Tâblisi, deși această pronunțare nu este total corectă.
Înainte de 1936, în unele părți ale străinătății orașul mai era cunoscut și ca "Tiflis".

## Istorie

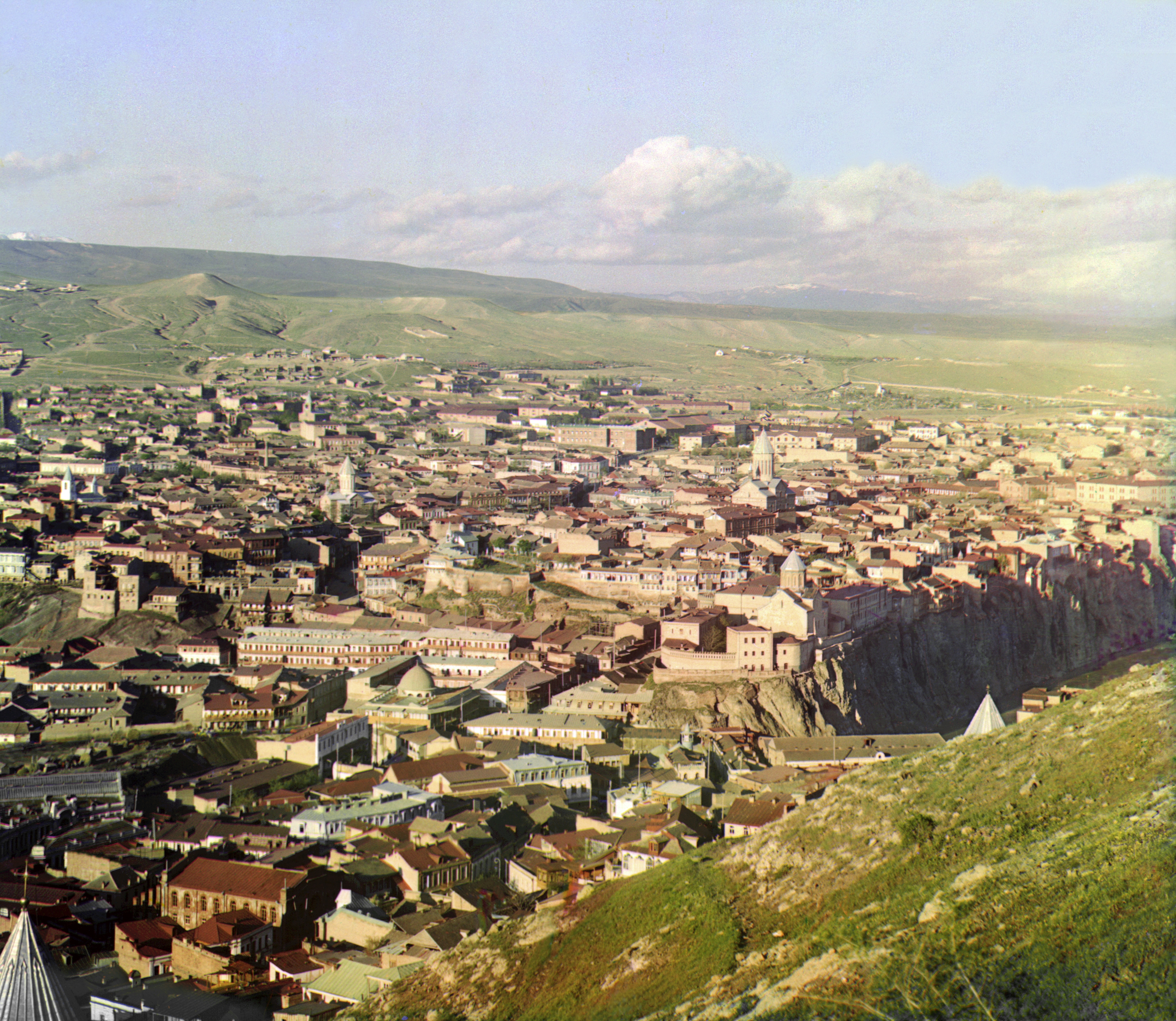
Tbilisi în anul 1910

Tbilisi a fost fondat în secolul al V-lea de regele Georgiei, Vakhtang I Gorgasali (452-502), deși există un sat în același loc din secolul al IV-lea.
Prima mențiune documentară a orașului Tbilisi datează din anii '60 ai secolului IV. Atunci, Varaz-Bakur, regele statului georgian Iberia Orientală, care plătea tribut dinastiei persane a Sasanizilor, a ocupat orașul. Perșii, care au sosit în regiune în aceeași perioadă, au construit cetatea Narikala la sfârșitul secolului al IV-lea.

## Orașe înfrățite
Orașele partenere, sau înfrățite, ale lui Tbilisi sunt:
- Bristol, Regatul Unit
- Atlanta, Georgia, Statele Unite ale Americii
- Chișinău, Republica Moldova[1][2]

## Cultură
În Tbilisi există parlamentul și guvernul Georgiei și, de asemena, un centru important de cultură și comerț, cu următoarele instituții importante:
- Academia Georgiană de Științe;
- Universitatea de Stat din Tbilisi;
- Universitatea Medicală Georgiană;
- Universitatea Agrariană Georgiană;
- Universitatea Tehnică Georgiană;
- Universitatea Pedagogică de Stat din Tbilisi;
- Conservatorul de Stat din Tbilisi;
- Banca Națională a Georgiei;
- Biblioteca Națională Publică a Parlamentului Georgian.

## Personalități născute aici
- Besarion Gabașvili, cunoscut ca Besiki (1750 - 1791), poet, politician, diplomat;
- Alexei Brusilov (1853 - 1926), general rus;
- Tovmas Nazarbekian (1855 - 1931), general armean;
- Ivane Javahișvili (1876 - 1940), istoric, lingvist;
- Lev Knipper (1898 - 1974), compozitor, agent NKVD;
- Akim Tamiroff (1899 - 1972), actor american de origine armeană;
- Aram Haciaturian (1903 - 1978), compozitor, dirijor armean;
- Leonida Georgievna (1914 - 2010), Mare Ducesă a Rusiei;
- Ciabua Amiredjibi (1921 - 2013), scriitor;
- Gabriel (Urgebadze) (1929 - 1995), arhimandrit;
- Leila Abashidze (1929 - 2018), actriță, regizoare;
- Albert Tavhelidze (1930 - 2010), fizician;
- Dito Tsintsadze (n. 1957), regizor, scenarist;
- Lika Kavjaradze (1959 - 2017), actriță;
- Gia Dvali (n. 1964), fizician;
- Aka Mortschiladse (n. 1966), scriitor;
- Aleksandr Kvitașvili (n. 1970), politician;
- Levan Koguashvili (n. 1973), regizor, scenarist;
- Mamuka Bakhtadze (n. 1982), politician;
- Iana Egorian (n. 1993), scrimeră rusă;
- Khvicha Kvaratskhelia (n. 2001), fotbalist.